# Cătălina (okręg Marmarosz)
Cătălina (węg. Koltókatalin) – wieś w Rumunii, w okręgu Marmarosz, w gminie Coltău. W 2011 roku liczyła 368 mieszkańców.